# PhyloCode
Der International Code of Phylogenetic Nomenclature (ICPN), auch bekannt als „PhyloCode“, ist ein Regelwerk zur Erstellung einer neuen biologischen Nomenklatur, die auf der Benennung monophyletischer Gruppen innerhalb der Kladistik basieren soll. Die Idee zu einem neuen, nichtlinnéischen System wurde 1998 an der Harvard University entwickelt. Trotz seiner Vorteile wurde der Phylocode von Taxonomen oder Biologen jedoch bisher weitgehend ignoriert oder gar abgelehnt.
Die Version 4c des Phylocodes wurde 2010 veröffentlicht., im Jahre 2014 folgte die Version 5 und 2019 die Version 6.